# كيريل ميخائلوف
كيريل ميخائلوف هو لاعب كرة قدم بلغاري في مركز الهجوم، ولد في 13 فبراير 1986 في صوفيا في بلغاريا. لعب مع أولمبياكوس نيقوسيا وبوتيف فراتسا ونادي بيركيركارا.